# Reigoldswil
Reigoldswil är en ort och kommun i distriktet Waldenburg i kantonen Basel-Landschaft, Schweiz. Kommunen har 1 599 invånare (2023).